# Zumikon
Zumikon es una comuna suiza situada en el distrito de Meilen, en el cantón de Zúrich. Tiene una población estimada, a fines de 2023, de 5766 habitantes.